# Arne Åhman
Per Arne Åhman (Nordingrå, 4 febbraio 1925 – Umeå, 5 luglio 2022) è stato un triplista e altista svedese.

## Biografia
Dopo aver vinto la medaglia di bronzo ai Campionati Europei di Oslo 1946 con la misura di 14,96 m, diventò campione olimpico del salto triplo con la misura di 15,40 m a Londra 1948.
Successivamente cambiò specialità passando al salto in alto e vinse la medaglia d'argento agli Europei di Bruxelles 1950 con la misura di 1,93 m.